# Wohnhaus Chreschtschatyk 25
Das Wohnhaus Chreschtschatyk 25 (ukrainisch Будинок за адресою Хрещатик, 25/ Budynok sa adressoiu Chreschtschatyk 25), auch Haus mit Stern genannt, ist ein 85 m hohes Backsteinwohnhaus in der ukrainischen Hauptstadt Kiew.
Das Wohnhaus war zwischen 1954 und 1979 das höchste Gebäude der Ukraine sowie von 1954 bis 1981 das höchste Gebäude der Stadt und gilt als eines der wichtigsten Gebäude der Kiewer Innenstadt.

## Lage und Architektur

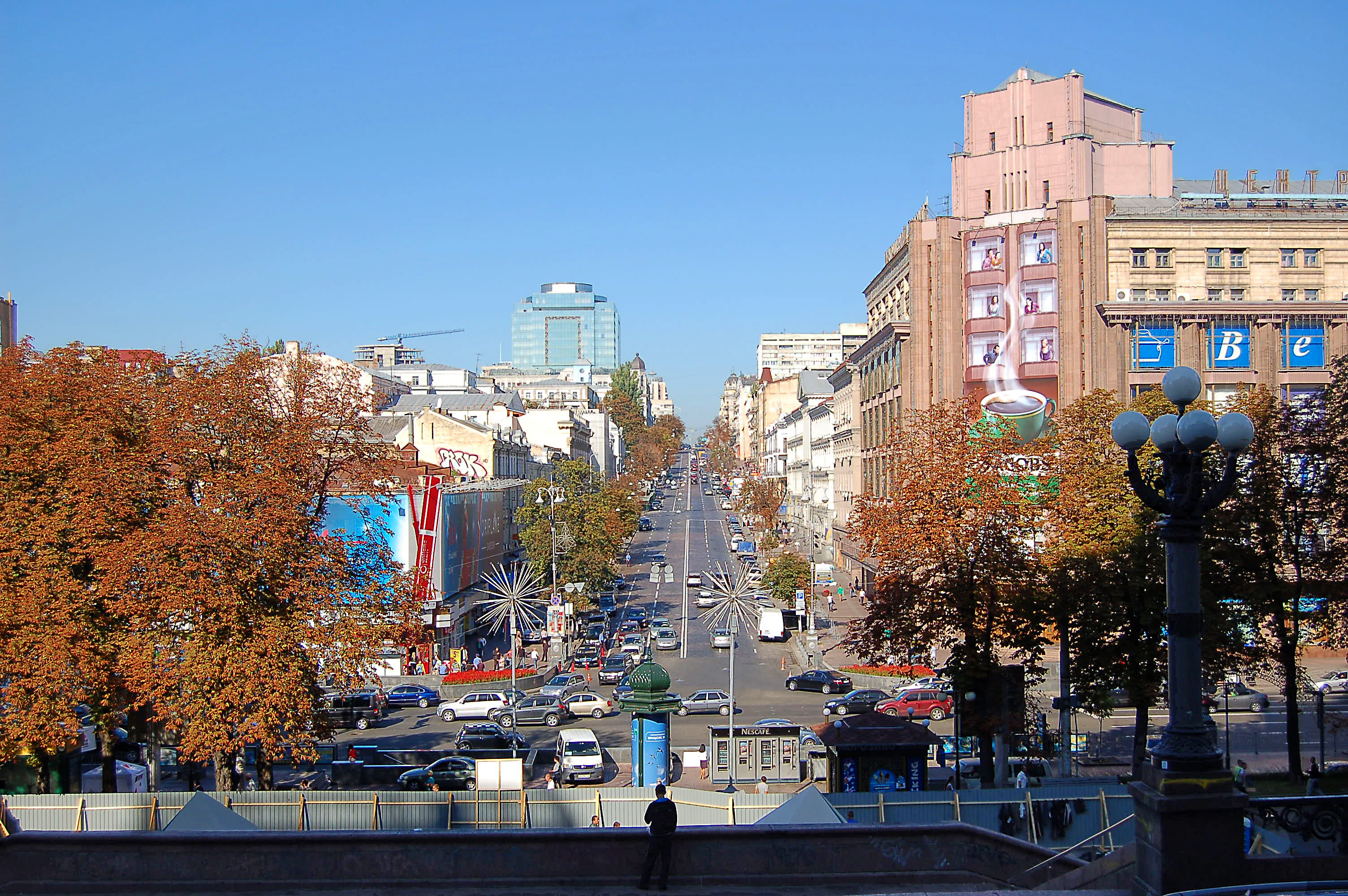
Blick von Chreschtschatyk 25 in die Bohdan Chmelnyzkyj-Straße; rechts das Zentralkaufhaus „ZUM“

Das Gebäude liegt am Chreschtschatyk gegenüber der einmündenden Bohdan-Chmelnyzkyj-Straße (Ву́л. Богда́на Хмельни́цького) und dem im Stil des Konstruktivismus erbauten Zentralkaufhaus „ZUM“ (ЦУМ) im Zentrum der Stadt. Als Vorbild für das im Sozialistischen Klassizismus in den Jahren 1953 bis 1954 von deutschen Kriegsgefangenen erbaute Haus gelten Bauten wie die Sieben Schwestern in Moskau.
Die Anlage besteht aus einem zentralen, 14-stöckigen Gebäude, das von einem Turm und einem Stern auf dessen Spitze gekrönt ist und von zwei 9-stöckige Gebäudeflügeln flankiert wird. Zu dem Ensemble zählen weiterhin zwei 11-stöckige Wohngebäude die rechts und links dem Hauptgebäude vorgelagert sind und so ein schönes und harmonisches architektonisches Ensemble auf dem Chreschtschatyk bilden. Die allesamt aus der Ukraine stammenden Architekten des Hauses mit 113 Räumen und 12.572 m² Wohnfläche waren Anatolij Dobrowolskyj, Oleksandr Malynowskyj und Petro Petruschenko.

## Nutzung
Das Gebäude wird größtenteils als Wohnhaus genutzt. Die Wohnungen im Haus gehören zu den teuersten in der gesamten Ukraine.
Im Erdgeschoss des Gebäudes befand sich bis vor kurzem das am 16. Februar 1956 eröffnete Kino „Freundschaft“ (Дружба).